# Miguel Vale de Almeida

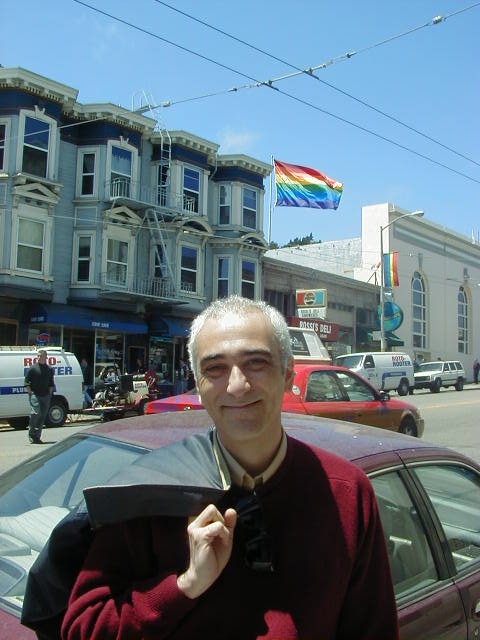
Miguel Vale de Almeida zu Besuch in San Francisco

Miguel de Matos Castanheira do Vale de Almeida (* 21. August 1960 in Lissabon, Portugal) ist ein portugiesischer Anthropologe, Universitätsprofessor, Schriftsteller, Politiker und LGBT-Aktivist.
Er ist der bekannteste LGBT-Aktivist Portugals, der sich für die Rechte Homosexueller sowie für die vollständige gleichgeschlechtliche Ehe in Portugal und anderen Ländern einsetzt.
Seine Arbeit als Anthropologe nimmt die Frage nach dem Körper, Sexualität und Homosexualität in Portugal und den lusophonen Ländern in Angriff, stellt aber gleichzeitig die wissenschaftliche Frage, was ist Homosexualität in der Welt, die er philosophisch untersucht.  Damit ist er auch einer der großen philosophischen LGBT-Aktivisten Europas.

## Leben und Wirken
Vale de Almeida studierte von 1979 bis 1983 Anthropologie an der Universidade Nova in Lissabon. Sein Interesse an diesem Fachgebiet ist durch sein Interesse am Menschen allgemein und an Männern im Besonderen geprägt. Anthropologie gäbe ihm die Möglichkeit, zu forschen und gleichzeitig in seinem Gebiet zu veröffentlichen, ohne Verdacht zu erregen. Es folgte von 1984 bis 1986 eine Fortsetzung des Studiums an der State University in New York. Seit 1986 war er an der Universität als Wissenschaftlicher Mitarbeiter für Anthropologie tätig, bevor er 1994 habilitierte und zum ordentlichen Professor für Soziale Anthropologie an der Universität Lissabon ernannt wurde.
Für die Sozialistische Partei Portugals PS war er für zwei Jahre als Abgeordneter im portugiesischen Parlament vertreten (2009 bis 2011). Auch dort setzte er sich für die Rechte homosexueller Menschen ein. Dort war er in den Kommissionen für Freiheit und Recht, Ethik, Kultur, Gesellschaft sowie der Reform der Verfassung Portugals tätig.
Er ist Chefredakteur der Zeitschrift "Etnografia", der Fachzeitschrift der Ethnologen und Anthropologen in Portugal. Auch wirkte er von 2002 bis 2006 als Präsident des Verbandes der portugiesischen Anthropologen und ist seit seiner Abdankung weiterhin Mitglied der Vereinigung. Außerdem ist er noch Mitglied der Europäischen Vereinigung der Anthropologen, der American Anthropological Society und des Royal Anthropogical Institute in London.
Vale de Almeida spricht neben seiner Muttersprache Portugiesisch fließend Englisch, Spanisch, Französisch und Italienisch. Vale de Almeida ist offen homosexuell.

## Forschung
Als Wissenschaftler beschäftigt er sich in seinen Forschungen fast ausschließlich mit dem Thema Homosexualität, die aber im Kontext menschlicher Verhaltensweisen, sozialer Unterschiede und differenter Ethnien untersucht wird. Auch ist sein Schwerpunkt der Forschung auf Portugal, Brasilien und die Afrikanische Diaspora in Portugal gerichtet. Er ist der erste portugiesische Wissenschaftler, der sich umfänglich mit diesem Thema beschäftigt; war Homosexualität jahrhundertelang ein Stiefkind der Wissenschaften und Kultur in Portugal, durch die starke Dominanz der Kirche und die repressiven Staatssysteme unterdrückt. Vale de Almeida gelingt es erstmals, diese Angst zu beseitigen und teilweise riesigen Lücken in der portugiesischen Homosexuellenforschung zu schließen. Thematisch sind es Gender, Sexualität, Körper, Rasse, Ethnopolitik, Postkolonialismus und Homosexualität, die Homosexualität in den kreolischen Kulturen, die ihn am meisten beschäftigen. Sein Werk ist bisher nicht ins Deutsche übertragen worden.
Vale de Almeida hat hunderte Artikel über dieses Thema in portugiesischen Fachmagazinen, Zeitungen, Zeitschriften veröffentlicht. Auch in ausländischen Büchern, die sich mit Homosexualität z. B. auf der Iberischen Halbinsel beschäftigten und auf Englisch oder Französisch erschienen sind und Artikel diverser Autoren beinhalten, hat er publiziert.

## Auszeichnung
- 1997: Prémio Editorial Caminho de Ficção Científica (Science-Fiction-Literaturpreis des Verlages Editorial Caminho)

## Werke (Bücher)
- Senhores de Si: Uma interpretação Antropologica da masculinidade, 2000. (Die Männer und das Bejahen des Ich: Eine Interpretation der Anthropologie der Männlichkeit).
- Outro Destinos: Ensaios de Antropologia e cidadanía, Campo das Letras, Porto 2004. (Andere Ziele: Essays über Anthropologie und Verstädterung).
- Transitos Colonias: Diálogos críticos Luso-Brasileiros, UNICAMP, Campinas 2007. (Kolonialer Transit: Kritische Dialoge portugiesischstämmiger Brasilianer).
- A Chave do Armário - Homosexualidade, casamento, família, ICS, Lissabon 2010 (Der Schlüssel für den Schrank - Homosexualität, Ehe, Familie).